# Helmuth Uhrig
Helmuth Uhrig (* 10. Dezember 1906 in Heidenheim an der Brenz; † 8. April 1979 in Arnoldshain), in diversen Veröffentlichungen auch Hellmuth Uhrig oder Helmut Uhrig, war Bildhauer, Maler, Glasmaler, Mosaikkünstler und Kunstbeauftragter in der Evangelischen Landeskirche Württemberg und Hessen.

## Leben
Helmuth Uhrig verbrachte seine Kindheit und Jugend in Heidenheim an der Brenz und zog nach dem Abitur 1925 nach Stuttgart an die dortige Kunstgewerbeschule (heute Kunsthochschule). Dort studierte er bei Alfred Lörcher. Er war eine Zeitlang auch Assistent von Lörcher. In dieser Zeit lernte er Wassily Kandinsky persönlich kennen und beschäftigte sich intensiv mit dem Kubismus. Er setzte sich gründlich mit den Werken von Pablo Picasso und mit den Schriften über Psychoanalyse von Carl Gustav Jung auseinander. Theologisch empfing er nach dem Zweiten Weltkrieg wertvolle Impulse durch die Gedanken von Rudolf Bultmann, dem Marburger Neutestamentler. 1930 begann eine Zusammenarbeit mit der Majolika Manufaktur Karlsruhe, die nach Vorlagen Uhrigs produzierte. 1932 heiratete er in der Stuttgarter Waldkirche Margarete (genannt „Gretel“) Eyth, die Urgroßnichte von Max Eyth. Uhrig wollte 1933 nicht Mitglied der NSDAP werden; so verließ er die Akademie in Stuttgart. Es folgte eine fruchtbare Phase als freischaffender Künstler und Lehrer.
1934 schuf Uhrig eines seiner beeindruckendsten Kunstwerke, ein zwölf Meter langes und vier Meter hohes Salzrelief, das Uhrig in der 28 Meter hohen und 180 Meter unter der Erde liegenden Kuppelhalle des Salzbergwerks Bad Friedrichshall direkt in die dort anliegende Salzschicht schlug. Nach Aufgabenstellung des Oberbergrats Dr. Ernst Baur sollte das Werk als eine symbolhafte „Deutung des Jahres 1933“, also der nationalsozialistischen „Machtergreifung“, geschaffen werden. Uhrigs Entwurf stellt den Kampf eines an den Erzengel Michael angelehnten Helden gegen einen Drachen vor einer Kulisse aus Volk, Familie und einem Baum dar. Die Arbeit an diesem Relief begann am 10. Mai 1934 und zog sich über mehrere Wochen hin, wobei das Werk bei den zweiwöchentlich stattfindenden „Einfahrsonntagen“ von Mai bis Oktober 1934 bereits von bis zu 5000 Personen pro Tag im Entstehen beobachtet werden konnte. Bis heute ist das monumentale Relief eine der Hauptattraktionen des Besucherbergwerks.
Zwischen 1939 und 1945 tat er Dienst beim Roten Kreuz in der Verwundetenbetreuung; im weiteren Verlauf des Zweiten Weltkrieges war er Haupt- und Feldführer für 1.700 Männer und dabei unter anderem für die Lazarettzüge verantwortlich. 1944 wurde er, da er eigenmächtig Frauen und Kinder evakuierte, durch ein „Parteigericht“ verurteilt und zu einer Nahkampftruppe „begnadigt“, bei der er sich schwerere Verwundungen und Erkrankungen zuzog.
Seine Truppe wurde in schwere Kämpfe verwickelt. Da wies ihm ein Soldat den Weg. So gelang es dem Künstler, den Kampfort zu verlassen und sich in Sicherheit zu begeben. Für Uhrig bedeutete dieses Erlebnis einen zentralen Wendepunkt in seiner Biographie. Er war überzeugt, in dem unbekannten Soldaten einem Engel begegnet zu sein. 1945 kam er in dänische Kriegsgefangenschaft und war dort sogleich wieder fürs Rote Kreuz tätig.
Was Uhrig an Krieg, Zerstörung und menschlichem Leid erlebt hatte, hatte von da an großen Einfluss auf sein künstlerisches Schaffen, ebenso seine Erfahrung mit dem Engel. Mehr als 300 seiner Kunstwerke zeigen Engel, in denen – nach Uhrigs Überzeugung – Gott selbst den Menschen begegnet. Aber auch in seine Arbeiten zu biblischen Geschichten wie zum Verlorenen Sohn, zu Hiob oder Jona fließen diese schweren eigenen Erlebnisse mit ein.
Helmuth Uhrig wollte seine Mitmenschen im christlichen Glauben bestärken. Er vertraute dabei der Kraft der Symbolik und befasste sich auch in Vorträgen, Diskussionen und Schriften mit Fragen zeitgemäßer Verkündigung durch die Kunst.
1951 trat Uhrig der Evangelischen Michaelsbruderschaft innerhalb der Berneuchener Bewegung bei und arbeitete dann als Kunstbeauftragter der Evangelischen Landeskirche in Württemberg, später auch als kirchlicher Kunstberater in Hessen und im Rheinland. In der Nachkriegszeit beriet er viele Kirchengemeinden bei der künstlerischen Ausgestaltung neu entworfener Kirchen.
Charakteristisch für seine Arbeiten ist es, dass er über die ganze damalige Bundesrepublik hinweg an zahlreichen Orten um die einheitliche Ausgestaltung von Kirchenräumen gebeten wurde. Er war in vielen handwerklichen Techniken zuhause. Das künstlerische Erbe Helmuth Uhrigs kann heute noch in vielen evangelischen Kirchen sowie an öffentlichen Gebäuden und Plätzen betrachtet werden. Seine umfangreichen Talente ermöglichten ihm dabei die Erstellung von Gesamtkunstwerken aus einer Hand. Neben ausdrucksvollen Glasfenstern schuf Uhrig Kanzeln, Kruzifixe, Taufsteine, Altäre, Vollplastiken, Reliefs – sei es aus Holz, Stein, Blech (in der Regel Kupfer), Guss (meist Bronze) –, Abendmahlsgeräte (Vasa sacra) sowie Zeichnungen, Gemälde und auch Bauplastiken (Kunst am Bau). Aus der Zeit um 1950 heraus entstanden bei Kirchen und auf Friedhöfen auch zahlreiche Mahnmale für die Gefallenen der Weltkriege. Er selbst nannte sie „Gefallenengedenkzeichen“. In einigen Gebäuden schuf er auch Wand- und Bodenmosaiken.
1960 siedelte er nach Schmitten-Arnoldshain/Taunus über, wo er in der Nähe der Evang. Akademie Arnoldshain über großzügige Atelier-Räume verfügte.
Am 8. April 1979 starb Uhrig in Arnoldshain. Die Trauerfeier und Beisetzung fand auf dem Waldfriedhof in Stuttgart statt.

## Werke (Auswahl)

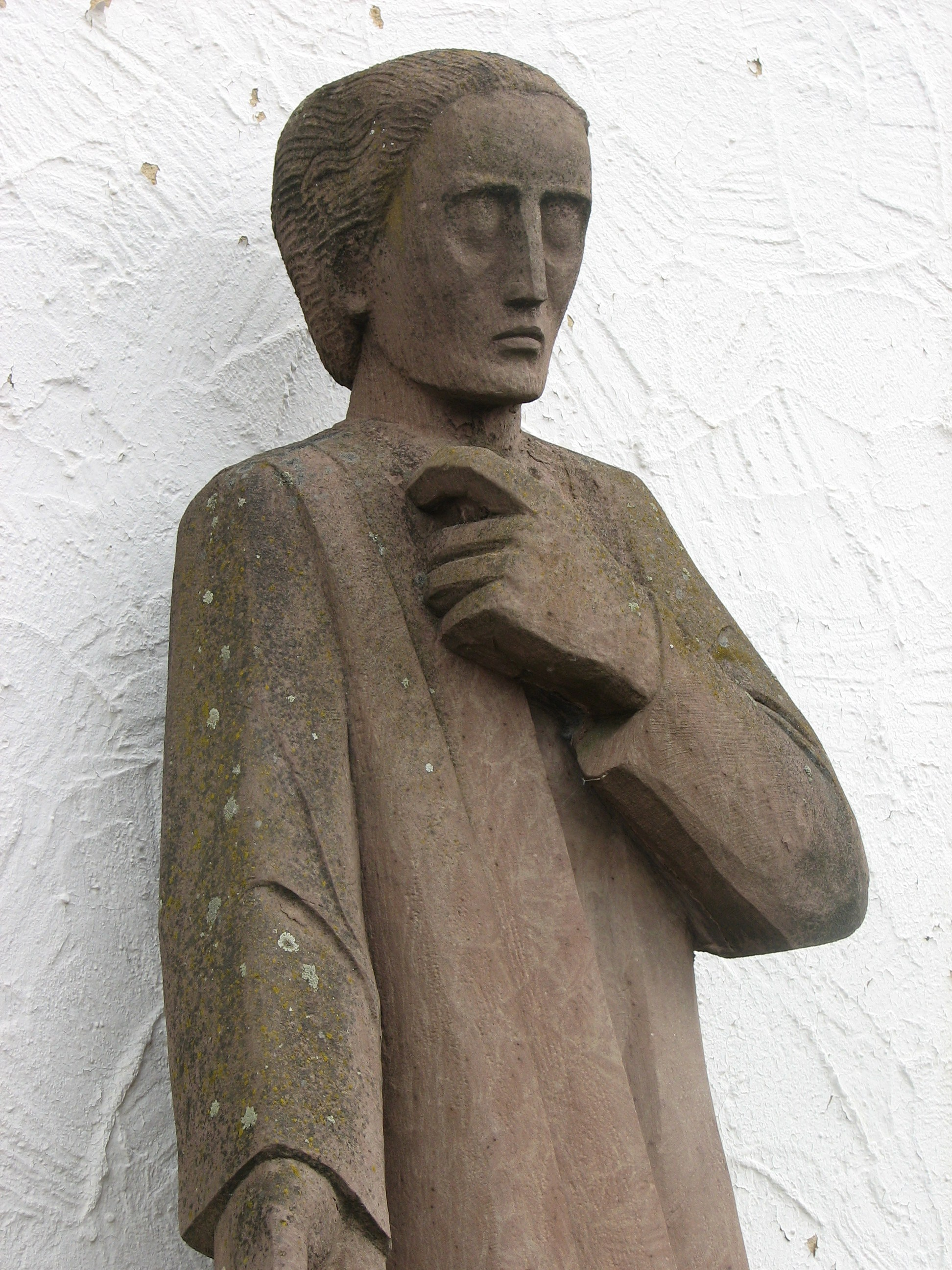
Christusfigur aus rotem Buntsandstein von Helmuth Uhrig für die Friedenskirche in Heidenheim geschaffen

Die Werke Uhrigs sind in Deutschland, in der Schweiz und in Frankreich verbreitet. Der Schwerpunkt liegt auf Baden-Württemberg; dort sind ca. 60 Prozent seiner Werke nachgewiesen. Uhrig gestaltete etwa 60 Kirchen.
- 1926: Geschenk an die Mutter: eine Holzplastik (heute im Kloster Kirchberg bei Sulz am Neckar); Motiv: Die „Anbetung der Könige“
- 1927: Erster Grabstein (für seinen Vater)
- 1930: „Barbararelief“ für das Salzbergwerk Bad Friedrichshall
- 1934: Salzrelief im Kuppelsaal des Salzbergwerks Bad Friedrichshall
- 1934: Balkonrelief (Kaufhandel) an der Sparkasse in Wangen im Allgäu
- 1934: Stadtkirche Weikersheim: Bankwangen-Schnitzarbeit am Gestühl beim Altar
- 1936: Christuskirche von Reutlingen: Tuff-Reliefs und -Bauplastik außen, Altar und Taufstein innen
- 1937: Holzkruzifix in der Stadtkirche Esslingen am Neckar
- 1938: Kanzelkorb-Holzreliefs der Göppinger Oberhofenkirche
- 1955: Relief und Altarbild Apostel-Johannes-Kirche in Wilhelmshaven (1955)[1]
- 1956: Glockenzier für die „Große Münsterglocke“ im Ulmer Münster; Motiv: „Drachenkampf“, für die „Gloriosa“ ein „Erzengel Michael“ und für die kleine Betglocke „Oranten“
- 1956: Kanzel der ev. Auferstehungskirche in Bad Hersfeld
- 1956: Kanzel und Lesepult der ev. Kirche zu Petersberg bei Bad Hersfeld
- 1957: Schnitztüre zum Trauzimmer im Rathaus Stuttgart; Motiv: „Die Lebensalter“
- 1957: vollständige Innenausstattungen (Kanzel, Altar, Taufstein, Glockenzier) der Paul-Gerhardt-Kirche Ulm, die jedoch am 15. Juli 2007 als Gotteshaus aufgegeben wurde. Der größte Teil dieser Ausstattung befindet sich inzwischen im Kloster Kirchberg in der Uhrig-Sammlung
- 1957: vollständige Innenausstattung der Lukaskirche in Ulm
- 1957: Kanzelplatten (aus geschroteten Kupferblechen) in Dietersweiler-Freudenstadt
- 1957: Relieftafeln aus Maulbronner Sandstein an der Altarwand der Evangelischen Kirche Hegensberg-Liebersbronn in Esslingen
- 1959: Christusplastik aus Sandstein an der Evangelisch-methodistischen Kirche (Friedenskirche) Heidenheim
- 1959: Kruzifix, Kanzel und Taufstein in der Christuskirche Sindelfingen
- 1960: Ausmalung der großen Chorwand in der Pauluskirche Darmstadt
- 1960: Bild Christus zwischen Kindern und Schlange und Taufstein in der ev. Lutherkirche in Fulda
- 1961: Altar, Kanzel, Taufstein und Glasfenster in der ev. Christuskirche Darmstadt-Eberstadt
- 1962: Bleigefasste Fenster sowie Kruzifix für die Kirche in Hemkenrode
- 1962: Bilderpaar Speisung der Fünftausend für die ev. Lutherkirche in Fulda
- 1962: Glasfenster „Christus als Weltenrichter und Pfingsten“ für die ev. Kirche in Niederjossa
- 1963: künstlerische, weihnachtliche Ausgestaltung des Quempas-Buches (Umschlag, Holzschnitte, Noten)
- 1963: Taufstein der Marienkirche zu Gelnhausen
- 1964: Kanzel-, Altar- und Taufstein-Reliefs sowie Paramente in der Waldkirche von Stuttgart; Kanzelmotiv: „Die Geburt Christi“
- 1965: Gefallenendenkmal auf dem Friedhof in Böblingen
- 1965: Taufstein in St. Johann in Göttingen (Niedersachsen)
- 1966: Steinmosaik am Hauptfriedhof in Kassel
- 1966: Glasfenster „Die Heimkehr des verlorenen Sohnes“ für die ev. Kirche in Unhausen
- 1967: Posaunenengel am Orgelprospekt der ev. Christuskirche zu Fulda
- 1968: Relief „Himmelfahrt Christi“ an der ev. Auferstehungskirche in Bad Hersfeld

Der Großteil seines Erbes wird seit 2000 im Kloster Kirchberg bei Sulz am Neckar verwahrt und wissenschaftlich betreut. Ein Teil davon wird dort auch ständig ausgestellt. Am 24. März 2024 wurde die Ausstellung erweitert.